# Tom Sackville
Tom Sackville właściwie Thomas Geoffrey Sackville (ur. 26 października 1950) – brytyjski polityk Partii Konserwatywnej, deputowany Izby Gmin.

## Działalność polityczna
W okresie od 9 czerwca 1983 do 1 maja 1997 reprezentował okręg wyborczy Bolton West w brytyjskiej Izbie Gmin. Od 1989 do 1992 był też lordem skarbu w trzecim rządzie Margaret Thatcher i pierwszym Johna Majora, a następnie do 1995 podsekretarzem stanu w ministerstwie zdrowia i bezpieczeństwa socjalnego i od 1995 do 1997 podsekretarzem stanu w Home Office w drugim rządzie Majora.